# لوئی فلورنسی
لوئی فلورنسی (فرانسوی: Louis Florencie‎; ۴ دسامبر ۱۸۹۶ – ۴ دسامبر ۱۹۵۱) هنرپیشه اهل فرانسه بود.
از فیلم‌هایی که وی در آن نقش داشته‌است، می‌توان به بچه‌های بهشت، مادام بوواری، آب‌سنگ‌های مرجانی، بانوی قاتل و بازگشت به زندگی اشاره کرد.